# 帖木儿武功记

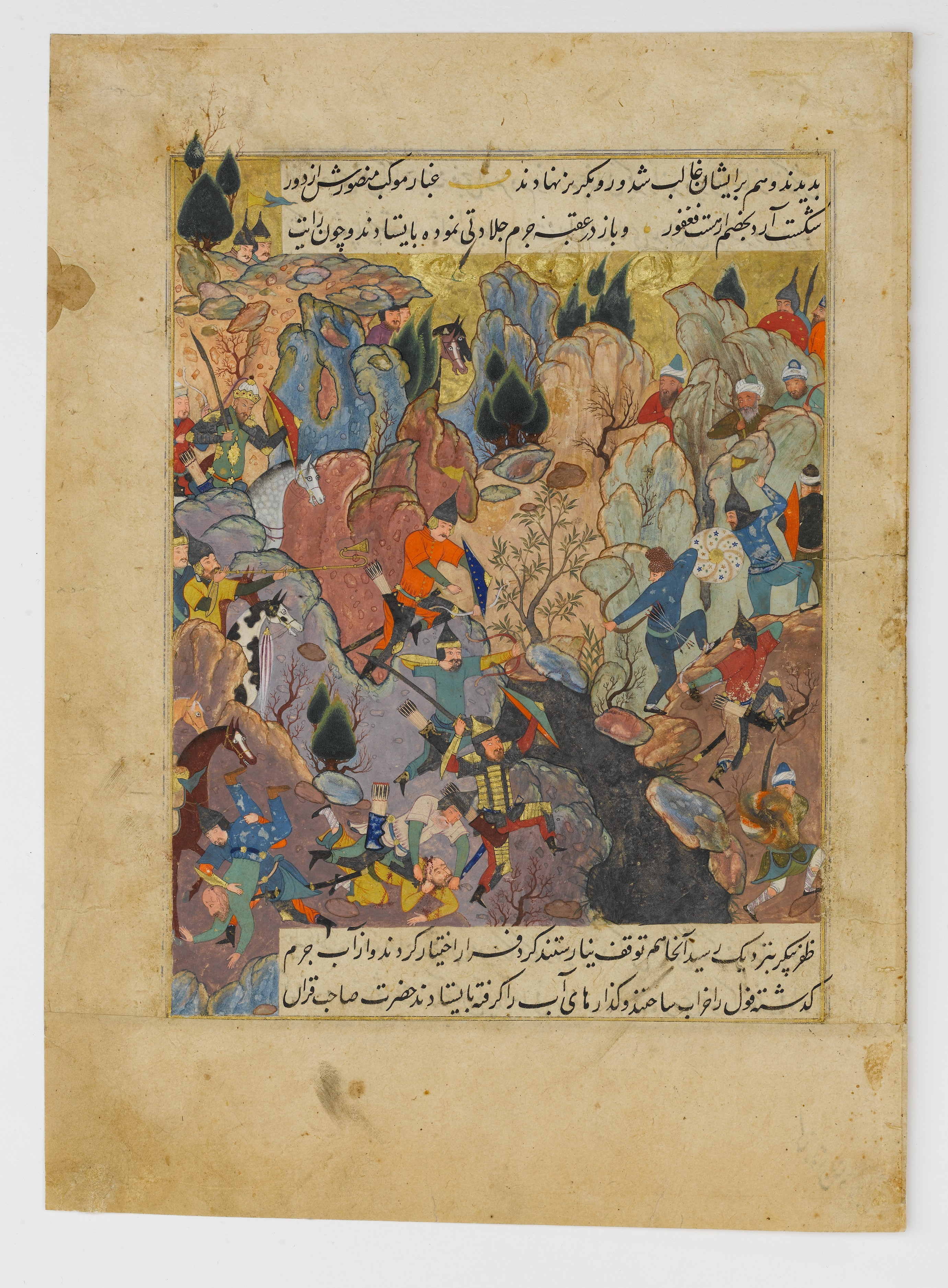
《武功记》赫拉特抄本（1485年）中的细密画

《帖木儿武功记》，原名《柴费那美》（波斯語：ظفرنامه，羅馬化：Ẓafarnāmah，意為“勝利之書”），是十五世纪波斯歴史家歇里甫丁·阿里·雅兹迪作品。
尼咱木丁·沙迷1401-1402年编著有同名的《武功记》。1419年，奉帖木儿帝国苏丹沙哈鲁的次子亦不剌金之命，作者雅兹迪在沙迷前作的基础上编成此书。本書是用波斯文寫作的帖木兒征戰記錄，也可視為帖木兒傳記，完成於1425年。
本书同时列举了周边国家的历史，包括奥斯曼苏丹和蒙古大汗的传承，很多记载能作为中亚和蒙古史的补充，有较高的历史价值。

## 译本
2006年，乌兹别克斯坦出版了艾哈迈多娃（Ашрафа Ахмедова）的俄语译注本。
中国的民族出版社2007年出版了该书的维吾尔语译本，译者是托合提·提拉，汉文标题译作《圣武记》。
2008年至2014年间，巴基斯坦出版了该书的两卷英译本，译者为Mohammed Atif Khan，但略去了其中的诗句未译。
据称该书目前最详尽的译本是韩语译注本，2020年李周娟的博士论文《帖木儿朝史书，雅兹迪撰<胜战记>译注》（티무르朝 史書, 야즈디 撰 『勝戰記』(Ẓafar-nāma)의 譯註），为全译。据称此后将修订正式出版。